# Ministrymon
Ministrymon is een geslacht van vlinders van de familie Lycaenidae, uit de onderfamilie Theclinae.

## Soorten
- M. arola (Hewitson, 1868)
- M. azia (Hewitson, 1873)
- M. cleon (Fabricius, 1775)
- M. clytie (Edwards, 1877)
- M. coronta (Hewitson, 1874)
- M. cruenta (Gosse, 1880)
- M. fostera (Schaus, 1902)
- M. gamma (Druce, 1909)
- M. inoa (Godman & Salvin, 1887)
- M. leda (Edwards, 1882)
- M. ligia (Hewitson, 1877)
- M. megacles (Stoll, 1780)
- M. phrutus (Hübner, 1832)
- M. sanguinalis (Burmeister, 1878)
- M. una (Hewitson, 1873)
- M. zilda (Hewitson, 1873)